# الشعر الطائفي
الشعر الطائفي هو نوع من الشعر ظهر في الولايات المتحدة خلال سنة 1950. ارتبط بمدرسة «الشعر الطائفي» العديد من الشعراء الذين أعادوا تعريف الشعر الأميركي في سنة 50 وسنة 60، بما في ذلك روبرت لويل، سيلفيا بلاث، جون بيريمان، آن سيكستون، ألن غينسبرغ، وسنودجراس.